# Eois atrostrigata
Eois atrostrigata là một loài bướm đêm trong họ Geometridae.